# 上島諸島
上島諸島（かみじましょとう）は、愛媛県の北部、広島県と向かい合った瀬戸内海に位置する島しょ群。芸予諸島に含まれる。弓削島、生名島、岩城島、佐島、赤穂根島の5つの有人島と10の無人島からなる。離島振興法（昭和二十八年法律第七十二号）上の指定地域名（対象は有人5島）として明記されている。

## 地理
行政区画は、弓削町・生名村・岩城村に分かれていたが、平成の大合併により魚島村とともに4か町村が一体となり、愛媛県越智郡上島町を構成している。
江戸時代には、今治藩や松山藩に属し、諸大名の参勤交代の要路でもあったことから商業や廻船業で賑わった。
造船関連産業により、その中心地である広島県因島のベッドタウン的な傾向をもつようになった。
上島架橋の整備が進み、弓削島・佐島・生名島・岩城島の各島（有人島で架橋がないのは赤穂根島のみ）は道路で結ばれているものの、因島をはじめ他の島々への交通は高速船・フェリー等の海上交通に依存している。

## 含まれる主要な島
詳細は、それぞれの島の項目を参照のこと。
- 赤穂根島
- 生名島
- 岩城島
- 佐島
- 弓削島
- 豊島（とよしま） - 無人島
- 百貫島 - 無人島